# Huỳnh Sanh Thông
Huỳnh Sanh Thông (15 Tháng 7, 1926 - 17 tháng 11 năm 2008) là một học giả chuyên môn về văn học Việt Nam. Ông là giáo sư Đại học Yale từ thập niên 1970 đến thập niên 1990.

## Thân thế và sự nghiệp
Ông sanh năm 1926 tại Hóc Môn, Việt Nam, theo học ở trường Pétrus Ký và xuất ngoại sang Hoa Kỳ từ năm 1948 sau khi bị người Pháp bắt giam một năm vì hoạt động chống chính quyền thực dân. Ông tốt nghiệp ngành kinh tế học ở Đại học Ohio (Ohio University) năm 1951 rồi làm giảng viên Việt ngữ ở Viện Ngoại vụ (Foreign Service Institute) thuộc Bộ Ngoại giao Hoa Kỳ ở Washington, D.C.. Năm 1957 ông chuyển sang dạy văn chương Việt Nam ở Đại học Yale cho đến năm 1972. Cũng trong thời gian này ông đã soạn một số sách dạy tiếng Việt cho người nói tiếng Anh.
Vào thập niên 1960 ông về Việt Nam làm việc cho Việt Tấn Xã của Việt Nam Cộng hòa nhưng chỉ sau một thời gian ngắn ông lại sang Mỹ.
Huỳnh Sanh Thông được biết đến nhiều nhất qua tác phẩm The Tale of Kieu, tức là bản Truyện Kiều của thi hào Nguyễn Du dịch ra Anh ngữ. Tác phẩm này được Đại học Yale cho ra mắt từ năm 1973, và sau này cũng đã được tái bản.
Hai tác phẩm khác của ông cũng rất có tiếng là An Anthology of Vietnamese Poems: From the Eleventh through the Twenthieth Centuries (Tuyển tập thi văn Việt Nam: Thế kỷ 11 đến thế kỷ 20) và Flowers from Hell (Hoa địa ngục), tức tập thơ của Nguyễn Chí Thiện. Các tác phẩm này cũng do Đại học Yale xuất bản.
Ngoài ra ông là người sáng lập bộ sách Lac-Viet Lưu trữ ngày 5 tháng 2 năm 2007 tại Wayback Machine và tạp chí Vietnam Forum Lưu trữ ngày 25 tháng 7 năm 2008 tại Wayback Machine (Diễn đàn Việt Nam). Tạp chí này ra được 16 số từ năm 1983 đến năm 1997. Riêng bộ sách Lac-Viet có nhiều bài biên khảo và dịch thuật các bản văn cổ kim như "The Song of a Soldier's Wife" tức Chinh phụ ngâm và "The Quarrel of the Six Beasts" tức Lục súc tranh công.
Giáo sư Huỳnh Sanh Thông còn là giám đốc Yale Southeast Asian Refugee Project (Dự án của Viện đại học Yale về người tỵ nạn Đông nam Á) từ năm 1981 đến 1990.
Ông từng nhận giải "Harry J. Benda Prize in Southeast Asia Studies" vào năm 1981 và "MacArthur Fellowship" vào năm 1987.
Huỳnh Sanh Thông từ trần ở New Haven, Connecticut, Hoa Kỳ.

## Tác phẩm
- Introduction to Spoken Vietnamese do American Learned Societies xuất bản năm 1957 (cùng soạn với Robert B. Jones)
- Spoken Vietnamese do Spoken Languages Services xuất bản năm 1979 (cùng soạn với Robert B. Jones)
- Từ-điển Việt-Anh do Center for Applied Linguistics xuất bản năm 1968
- The Tale of Kieu do Random House xuất bản năm 1972
- The Heritage of Vietnamese Poetry do Yale University Press xuất bản năm 1979
- An Anthology of Vietnamese Poems: from the Eleventh through the Twentieth Centuries do Yale University Press xuất bản năm 1996
- Flowers from Hell do Yale University Press xuất bản năm 1984